# Thetford, Vermont
Thetford är en kommun (town) i Orange County i delstaten Vermont, USA. Vid folkräkningen år 2000 bodde 2 617 personer på orten. Den har enligt United States Census Bureau en area på totalt 114,4 km² varav 1,6 km² är vatten.  